# فلويد أييتي
فلويد أييتي (15 ديسمبر 1988

 في بوردو) (بالفرنسية: Floyd Ayité)‏ لاعب كرة قدم توغولي الجنسية فرنسي المولد يلعب حاليا لصالح نادي الدرجة الأولى نانسي الفرنسي معارا من نادي بوردو الفرنسي طوال موسم 2009/2010 حيث يجيد اللعب في مركز المهاجم .
سبق لفلويد اللعب في نادي أنغرز بالإعارة في موسم 2008/2009 .
شارك فلويد في مباراة دولية واحدة مع منتخب توغو في سنة 2008 .

## روابط خارجية
- فلويد أييتي على موقع اتحاد تركيا (لاعب) (الإنجليزية)
- فلويد أييتي على موقع رابطة كرة القدم الفرنسية للمحترفين (الإنجليزية)
- فلويد أييتي على موقع قاعدة بيانات كرة القدم.إي يو (الإنجليزية)
- فلويد أييتي على موقع ليكيب (الفرنسية)
- فلويد أييتي على موقع ناشيونال فوتبول تيمز (الإنجليزية)
- فلويد أييتي على موقع Soccerbase.com (لاعب) (الإنجليزية)
- فلويد أييتي على موقع Soccerway.com (الإنجليزية)
- فلويد أييتي على موقع عالم كرة القدم.نت (الإنجليزية)
- فلويد أييتي على موقع كووورة
- فلويد أييتي على موقع AS.com (الإسبانية)